# بروس هاردي
بروس هاردي (بالإنجليزية: Bruce Hardy)‏ هو لاعب كرة قدم أمريكية أمريكي، ولد في 1 يونيو 1956 في موراي في الولايات المتحدة.